# Lijst van vrouwen gestorven tijdens hun strijd voor mensenrechten
Dit is een lijst van belangrijke vrouwen die ofwel zelf beroemd waren, ofwel sterk geassocieerd worden met een bekend activiste, en die gedood zijn tijdens hun strijd voor mensenrechten.

## Per jaar

### voor 2018
- Azucena Villaflor

### 2018
- Marielle Franco, Brazilië (geboren 1979 in Brazilië - gestorven 2018 in Brazilië) - politica[3][4]

### 2017
- Emilsen Manyoma, Colombia (1984/1985-2017) - gemeenschapsleider[5][6][7]
- Shifa Gardi, Irak (Iran, 1986 - Irak, 2017) - journalist[8][9]
- Miroslava Breach Velducea, Mexico (1962-2017, Mexico) - onderzoeksjournalist[10][11][12]
- Gauri Lankesh, India (1962-2017)[13][14]
- Daphne Caruana Galizia, Malta (1964-2017) - journalist[15][16]

### 2016
- Jo Cox (1974–2016 Verenigd Koninkrijk) - politica[17]
- Hande Kader, Turkije (1993-2016) - LGBTQ-rechtenactivist[18][19]
- Nilce de Souza Magalhães, Nicinha (in 2016 gestorven in Brazilië) - milieuactivist wier werk een focus had op Jirau Dam.[20]